# Frank Dummerth
Frank Dummerth (6. januar 1871 i St. Louis – 7. august 1936 smst) var en amerikansk roer som deltog i OL 1904 i St. Louis.
Dummerth vandt en bronzemedalje i roning under OL 1904 i St. Louis. Han kom på en tredjeplads i firer uden styrmand sammen med Gustav Voerg, Lou Heim og John Freitag. Mandskabet repræsenterede Western Rowing Club, St. Louis.